# Jacksonville JAM
I Jacksonville JAM sono stati una società di pallacanestro statunitense con sede a Jacksonville, in Florida.
Nacquero nel 2006, disputando il campionato ABA 2000, dove vincero la Southeast Division della Blue Conference. Nei play-off persero ai quarti di finale.
Nel 2007 entrarono a far parte della PBL, ma nel febbraio del 2008 vennero dichiarati falliti dalla lega e sostituiti dai Jacksonville SLAM, che terminarono il campionato al loro posto.

## Stagioni
| Stagione | Lega | Denominazione    | V  | P | %    | Piazzamento | Play-off         |
| -------- | ---- | ---------------- | -- | - | ---- | ----------- | ---------------- |
| 2006-07  | PBL  | Jacksonville JAM | 25 | 8 | 75,8 | 1º          | Quarti di finale |
| 2008     | PBL  | Jacksonville JAM | 6  | 3 | 66,7 | -           | -                |